# Осенние сны (фильм, 1987)
«Осенние сны» — советский фильм режиссёра Игоря Добролюбова, снятый в 1987 году по мотивам пьесы Алексея Дударева «Вечер».

## Сюжет
В белорусской деревеньке Вешки осталось только трое стариков. Добрая Ганна потеряла на войне мужа и троих детей. Правда, остался ещё один сын, но жизнь у него не сложилась — сидит в тюрьме. От сварливого Микиты дети давно сбежали в город. Трудолюбивый Василь тоже давно живёт один. Единственный сын лишь изредка шлёт отцу письма из далеких краёв. У мужиков на всё на свете прямо противоположные точки зрения. Поэтому они постоянно ссорятся и ругаются, а Ганна только и успевает их разнимать.

## В ролях
- Сергей Плотников — Василь
- Борис Новиков — Микита
- Галина Макарова — Ганна
- Александр Лабуш — Андрей, брат Василя
- Е. Нестерович — Алёна, жена Микиты
- Александр Тимошкин — Витька, сын Ганны